# Ərəbocağı
Ərəbocağı è un comune dell'Azerbaigian situato nel distretto di Ağdaş. Conta una popolazione di 891 abitanti.
Molto conosciuta nell'Ottocento, per via dei traffici di merci tra Europa e Asia, è arrivata ad avere circa 30 000 abitanti intorno al 1860.